# Avia BH-8
Avia BH-8 byl prototyp stíhacího letounu postavený v roce 1923 československou firmou Avia. Jednalo se o dvouplošník s křídly o nestejném rozpětí, vycházející z konstrukce stroje BH-6, zničeného při havárii, která byla vylepšena ve snaze napravit nedostatky. S BH-6 typ sdílel neobvyklý pylon nesoucí centroplán horního křídla. Během zkušebních letů typ jevil lepší letové charakteristiky než jeho předchůdce, a překonal i konkurenční typy Aero A-20 a Letov Š-7. V červnu 1924 byla objednána sériová výroba 24 kusů mírně odlišných od prototypu, pod označením Avia BH-17.

## Specifikace
Údaje podle

### Technické údaje
- Osádka: 1
- Délka: 6,49 m
- Rozpětí: 9,43 m
- Nosná plocha: 22,11 m²
- Prázdná hmotnost: 843 kg
- Vzletová hmotnost: 1 143 kg
- Pohonná jednotka: 1 × osmiválcový vidlicový motor Škoda HS 8Fb
- Výkon pohonné jednotky: 220 kW (300 k)

### Výkony
- Maximální rychlost: 220 km/h
- Cestovní rychlost: 200 km/h
- Dostup: 8 000 m
- Stoupavost: výstup do 5 000 m za 14,7 minut
- Dolet: 450 km